# Евфімід

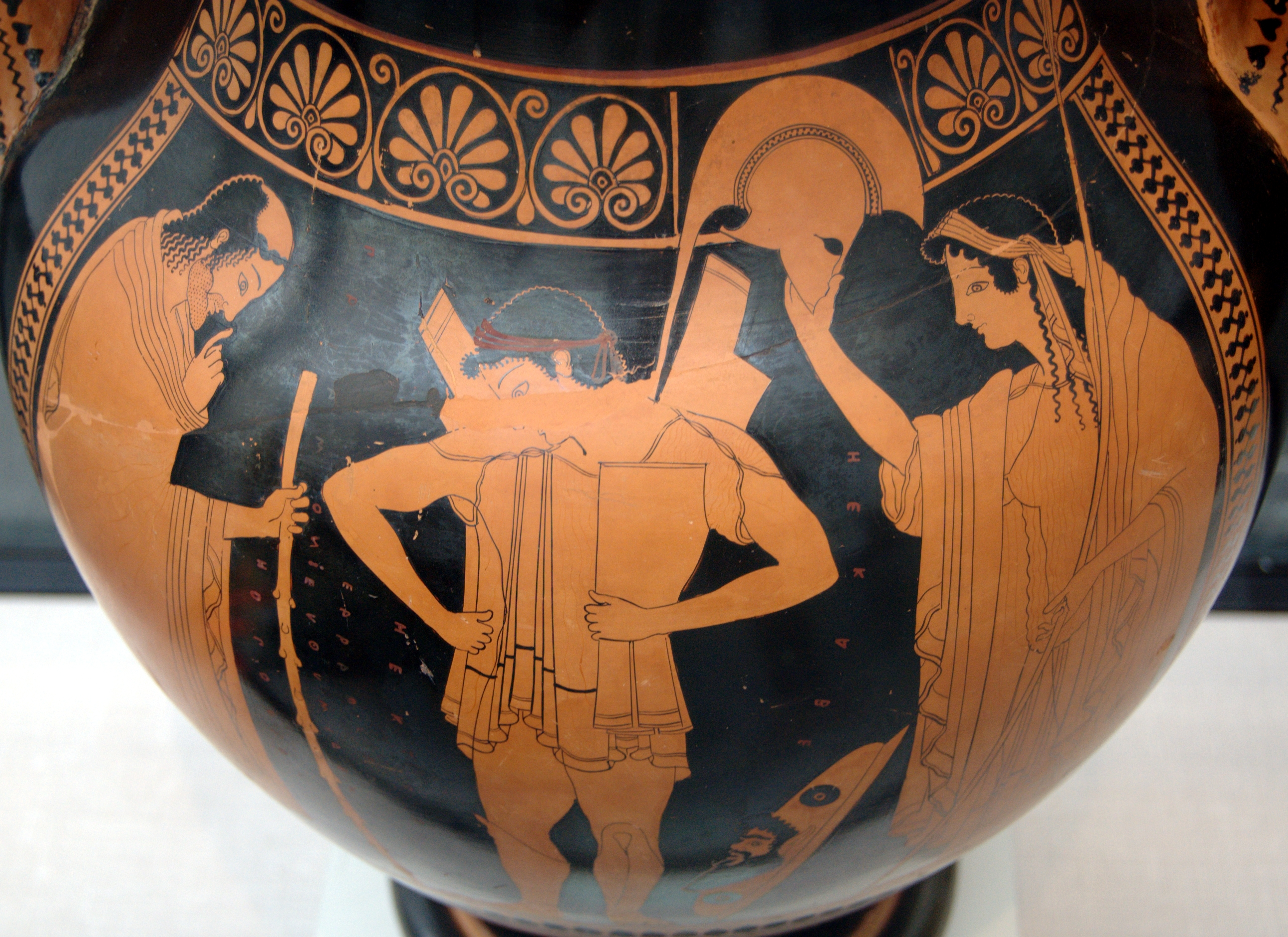
Гектор вдягає лати, поруч Пріам та Гекуба, Евфімід, Державне античне зібрання, Мюнхен

Евфімід — давньогрецький вазописець і гончар кінця VI — початку V століття до н. е. з Афін, представник групи вазописців-піонерів.
Евфімід вважається одним з найвидатніших вазописців раннього періоду червонофігурного стилю. Відомо про його суперництво з іншим відомим вазописцем — Ефронієм. На одній зі своїх ваз Евфімід залишив навіть підпис: «Евфімід, син Поліаса, намалював це, як це ніколи не вмів Ефроній».

## Відомі твори
- Амфора із зображенням двох молодих жінок, які переслідують юнака, що вкрав їхню подругу. Державне античне зібрання. Мюнхен
- Амфора із зображенням танцюючого гуляки. Державне античне зібрання. Мюнхен